# Stepping Out (альбом Дайаны Кролл)
| Оценки критиков                            | Оценки критиков |
| Источник                                   | Оценка          |
| ------------------------------------------ | --------------- |
| AllMusic                                   | [ 1 ]           |
| The Penguin Guide to Jazz on CD            | [ 2 ]           |
| The Rolling Stone Jazz & Blues Album Guide | [ 3 ]           |

Stepping Out — дебютный студийный альбом канадской певицы и пианистки Дайаны Кролл, вышедший в 1993 году на лейбле Justin Time Records. С тех пор он неоднократно переиздавался на Justin Time, как Stepping Out: The Early Recordings на GRP Records, а также в виде виниловой пластинки на Barnes & Noble.

## Об альбоме
Альбом получил положительные отзывы музыкальных критиков.
Майкл Г. Настос из AllMusic отметил в рецензии, что «Первая запись Кролл по-прежнему открывает глаза и уши. Она оказывается искренним певцом и, более того, прекрасным пианистом, чей талант в этой области впоследствии сублимируется. Если вы хотите услышать не только корни джазовой и романтической стороны Кролл, но и веселье, вы получите все это на этом ремастированном диске, с пуленепробиваемой ритм-секцией в лице несравненного басиста Джона Клейтона и всегда наготове барабанщика Джеффа Гамильтона. Программа содержит несколько песен, ставших фирменными мелодиями Кролл. Песня «Straighten Up & Fly Right», как правило, очень милая, поскольку она здорово изменяет текст. Песня «Frim Fram Sauce» отличается лёгким свингом и остроумным исполнением. Некоторые стандарты, такие как блюзовая «I’m Just a Lucky So & So» с впечатляющим фортепианным бриджем или прямая «Do Nothin» «Til You Hear From Me», кажутся детскими играми. Она использует затянутые, ступенчатые фразы с энергичной пианистикой в «As Long As I Live», переходит на более выраженные и драйвовые тона в «This Can’t Be Love» и ловко отклоняется от мелодии в типично кралловской манере в ранее не издававшейся «On the Sunny Side of the Street». Она наиболее убедительна в классической «Body & Soul» без сопровождения и переходит в полуклассический режим с басом Клейтона во время исполнения своей единственной оригинальной песни «Jimmie». Есть и две инструментальные композиции: «42nd Street» очень хорошо качается с расцветами, вставленными то тут, то там при лёгкой переаранжировке, а «Big Foot» Клауса Суонсаари (не Чарли Паркера) содержит тяжёлые модальные начальные аккорды, впечатляющие остановки на блюзовой струне и наибольшее взаимодействие в этом сете. Поклонники Кролл должны считать эту запись важной в её растущей дискографии и, возможно, во многом её лучшей».

## Список композиций
| №                   | Название                                  | Автор(ы)                                                   | Длительность |
| ------------------- | ----------------------------------------- | ---------------------------------------------------------- | ------------ |
| 1.                  | «This Can't Be Love»                      | Ричард Роджерс Лоренц Харт                                 | 4:26         |
| 2.                  | «Straighten Up and Fly Right»             | Нэт Кинг Коул Irving Mills                                 | 3:51         |
| 3.                  | «Between the Devil and the Deep Blue Sea» | Гарольд Арлен Тед Колер                                    | 3:58         |
| 4.                  | «I’m Just a Lucky So and So»              | Дюк Эллингтон Mack David                                   | 4:20         |
| 5.                  | «Body and Soul»                           | Грин, Джонни [англ.] Edward Heyman Robert Sour Frank Eyton | 5:34         |
| 6.                  | «42nd Street»                             | Эл Дубин Гарри Уоррен                                      | 6:20         |
| 7.                  | «Do Nothin' till You Hear from Me»        | Эллингтон Bob Russell                                      | 4:32         |
| 8.                  | «Big Foot»                                | Klaus Suonsaari                                            | 6:59         |
| 9.                  | «Frim Fram Sauce»                         | Joe Ricardel Redd Evans                                    | 4:10         |
| 10.                 | «Jimmie»                                  | Дайана Кролл                                               | 5:26         |
| 11.                 | «As Long as I Live»                       | Arlen Koehler                                              | 4:39         |
| 12.                 | «On the Sunny Side of the Street»         | Дороти Филдс Jimmy McHugh                                  | 4:51         |
| Общая длительность: | Общая длительность:                       | Общая длительность:                                        | 59:06        |

## Позиции в чартах
| Чарт (1998)                              | Высшая позиция |
| ---------------------------------------- | -------------- |
| США (Billboard Top Jazz Albums)          | 8              |
| США (Traditional Jazz Albums, Billboard) | 3              |

| Чарт (2000)                              | Высшая позиция |
| ---------------------------------------- | -------------- |
| США (Billboard Top Jazz Albums)          | 12             |
| США (Traditional Jazz Albums, Billboard) | 3              |

| Чарт (1998)                      | Позиция |
| -------------------------------- | ------- |
| США (Top Jazz Albums, Billboard) | 17      |

| Чарт (1999)                      | Позиция |
| -------------------------------- | ------- |
| США (Top Jazz Albums, Billboard) | 18      |

| Чарт (2000)                      | Позиция |
| -------------------------------- | ------- |
| США (Top Jazz Albums, Billboard) | 11      |

| Чарт (2001)                      | Позиция |
| -------------------------------- | ------- |
| США (Top Jazz Albums, Billboard) | 4       |

## Сертификации
| Регион                                                      | Сертификация | Продажи |
| ----------------------------------------------------------- | ------------ | ------- |
| Канада (Music Canada)                                       | Золотой      | 50 000^ |
| ^ Данные о тиражах приведены только на основе сертификации. |              |         |